# ダイアン・クルーガー
ダイアン・クルーガー（Diane Krüger、1976年7月15日 - ）は、ドイツ出身の女優、ファッションモデル。
ドイツを代表する映画女優の一人。カンヌ国際映画祭 女優賞をはじめ、欧米各賞を受賞する実績を持つ。代表作は『女は二度決断する』『ナショナル・トレジャー』『イングロリアス・バスターズ』など。
名前はドイツ語の発音では「ディアーネ・クルーガー」とするほうが近いが、日本では英語読みの「ダイアン」表記が一般的である。またフランス映画への出演も多いため、フランス語で「ディアーヌ・クルージェ」と表記されることもある。母国語のドイツ語のほか、フランス語、英語を流暢に話す。

## 生い立ち
ヒルデスハイムにて、ディアーネ・ハイトクリューガー (Diane Heidkrüger) として生まれる。父親のハンス＝ハインリッヒはコンピュータのスペシャリスト、母親のマリア＝テレジアは銀行員。シュテファンという弟がいる。
当初はバレリーナを志し、ロンドンのロイヤル・バレエ学校で学んでいたが、怪我で断念。その後、ドイツでモデルとして活躍。パリに移り、フロラン演劇学校で演技を学び、同校の優秀な生徒に与えられるクラッセ・リプレ賞を受賞する。

## キャリア
2002年にデニス・ホッパー主演の『ザ・ターゲット』で映画デビュー。
2004年公開の『トロイ』でハリウッドに進出し、『トロイ』と同年公開された『ナショナル・トレジャー』で国際的に知られるようになる。2005年には『マキシム』誌の「ホットな女性」50位に選出される。以後、ハリウッドとヨーロッパの両方で活躍している。
2007年の第60回カンヌ国際映画祭の開会式及び閉会式の司会と、2008年の第59回ベルリン国際映画祭の審査員を務めた。
2009年公開の『イングロリアス・バスターズ』で全米映画俳優組合賞助演女優賞にノミネートされた。
2017年、ファティ・アキン監督の『女は二度決断する』で第70回カンヌ国際映画祭の女優賞を受賞した。

## 私生活
2001年に俳優のギョーム・カネと結婚したが、2006年に離婚。同年からカナダ出身の俳優、ジョシュア・ジャクソンと交際を始める。ギョームとの結婚から「結婚という紙切れで結ばれる関係を信じない」としてジョシュアとパートナー関係を続ける一方、60歳になっても一緒にいれば結婚するかもしれないとも発言していたが、2016年7月、ダイアンの誕生日直後に10年間の交際を続けたジョシュアとの破局を発表。破局の理由に『ウォーキング・デッド』に出演しているノーマン・リーダスとの浮気が原因ではと噂されている。
2018年にノーマンとの間に第一子を出産。

## ギャラリー

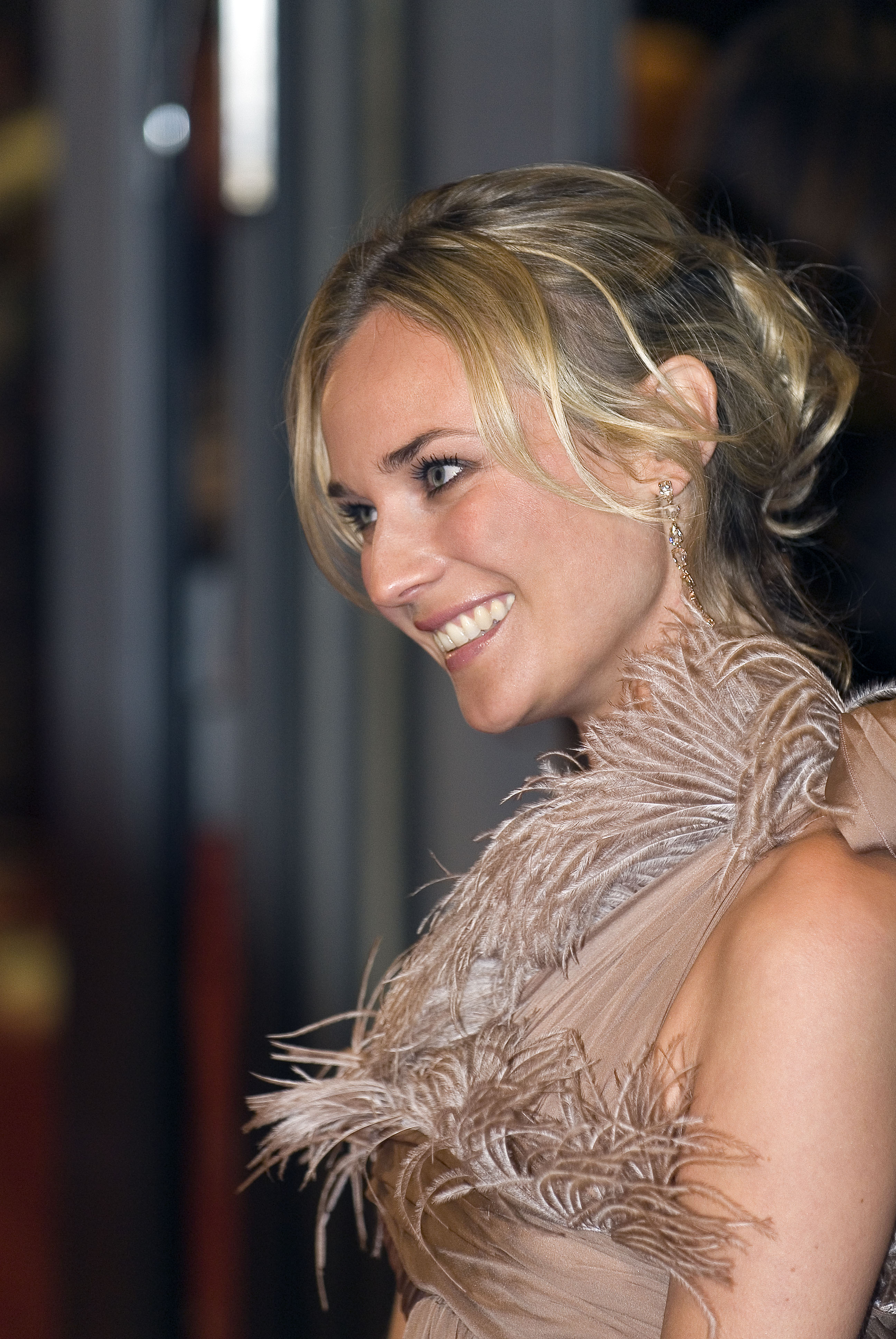
ベルリン国際映画祭 (2007年)
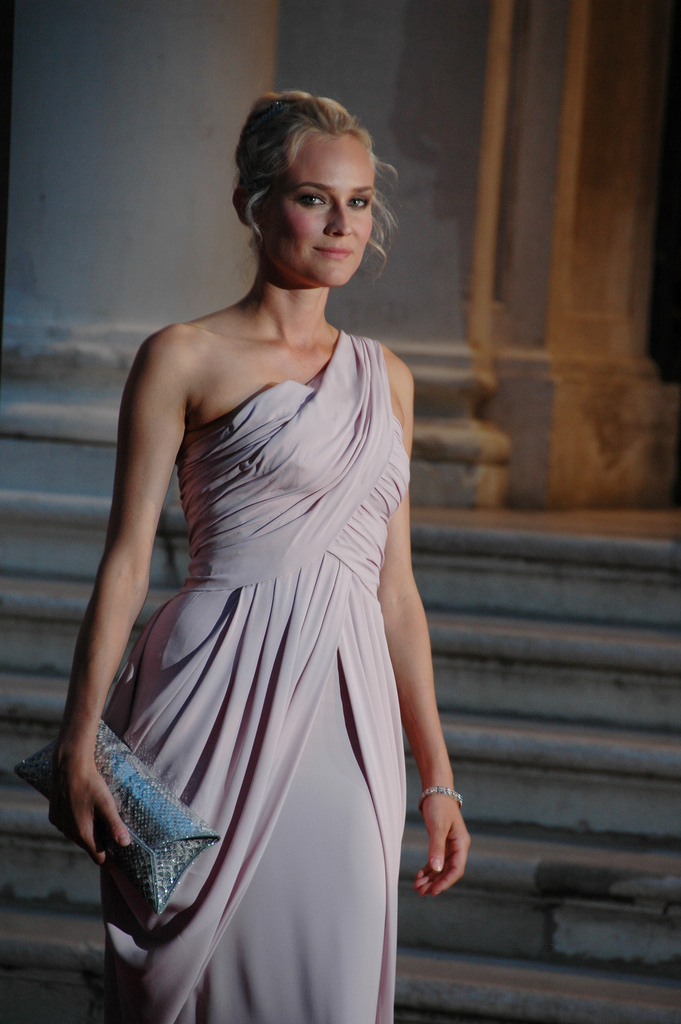
ヴェネツィア国際映画祭 (2008年)
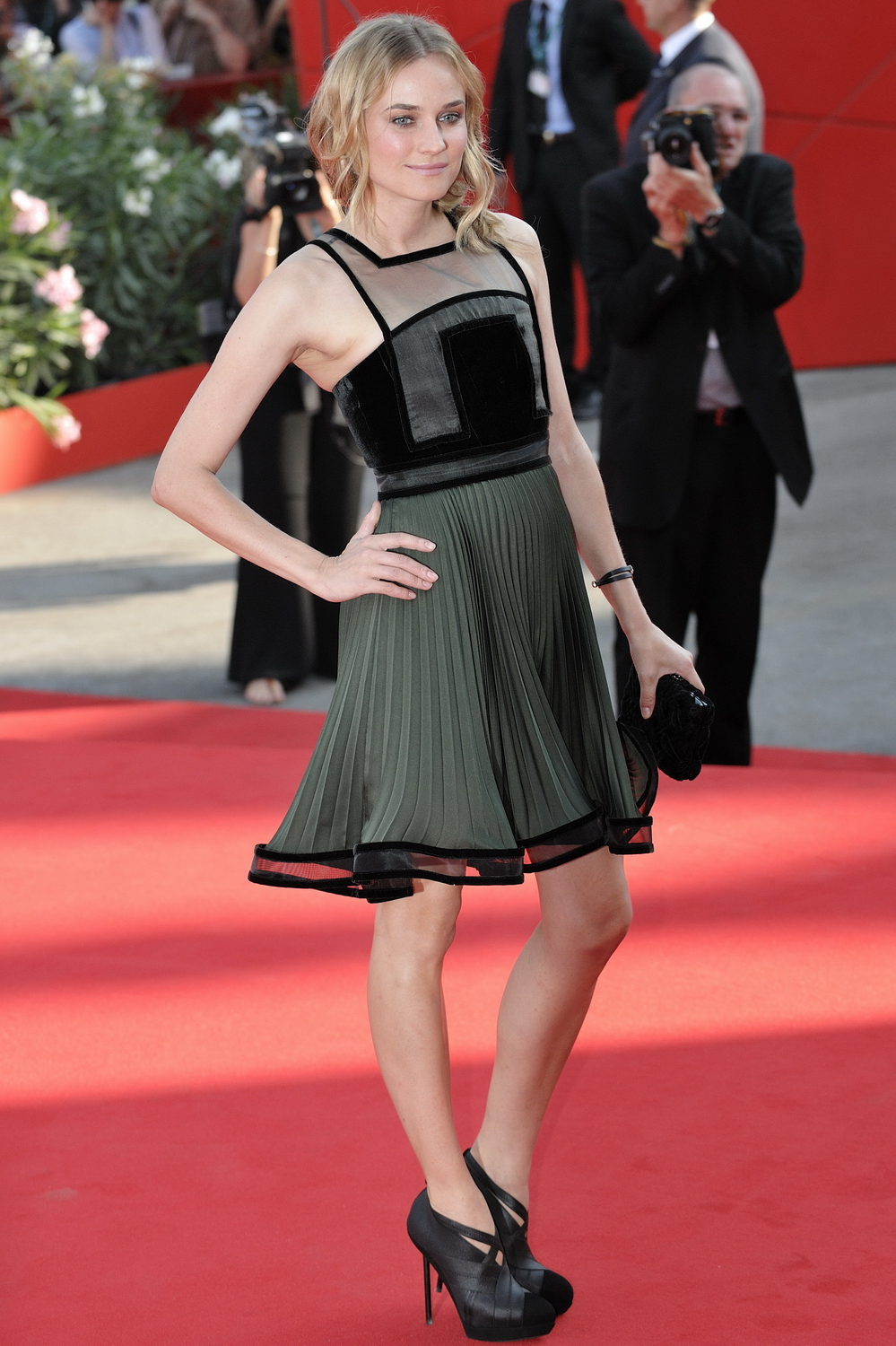
ヴェネツィア国際映画祭 (2009年)
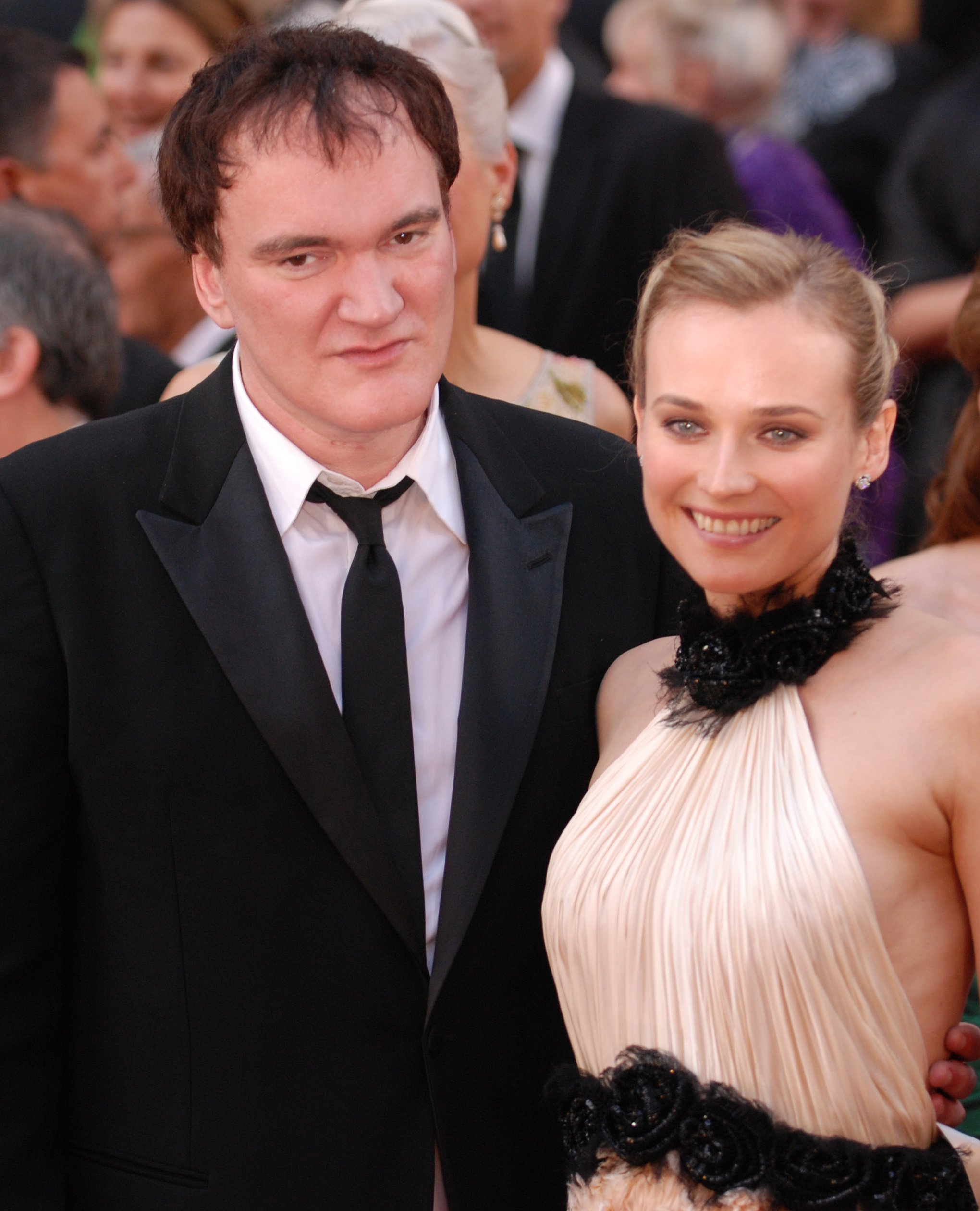
第82回アカデミー賞にてクエンティン・タランティーノ監督と (2010年)
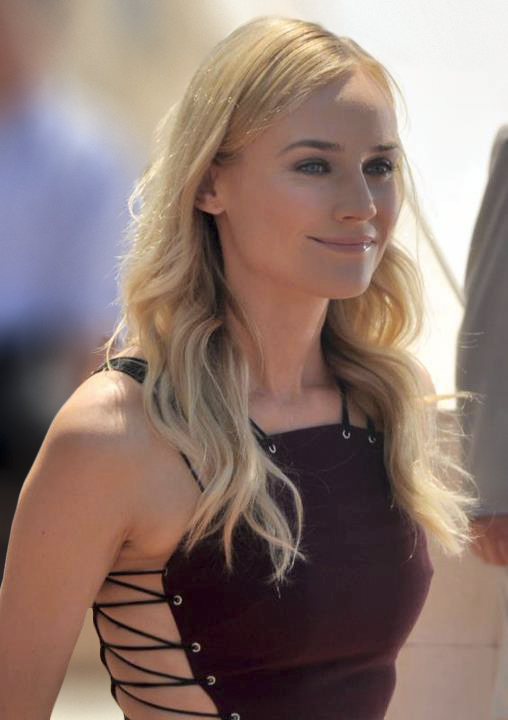
カンヌ国際映画祭 (2012)
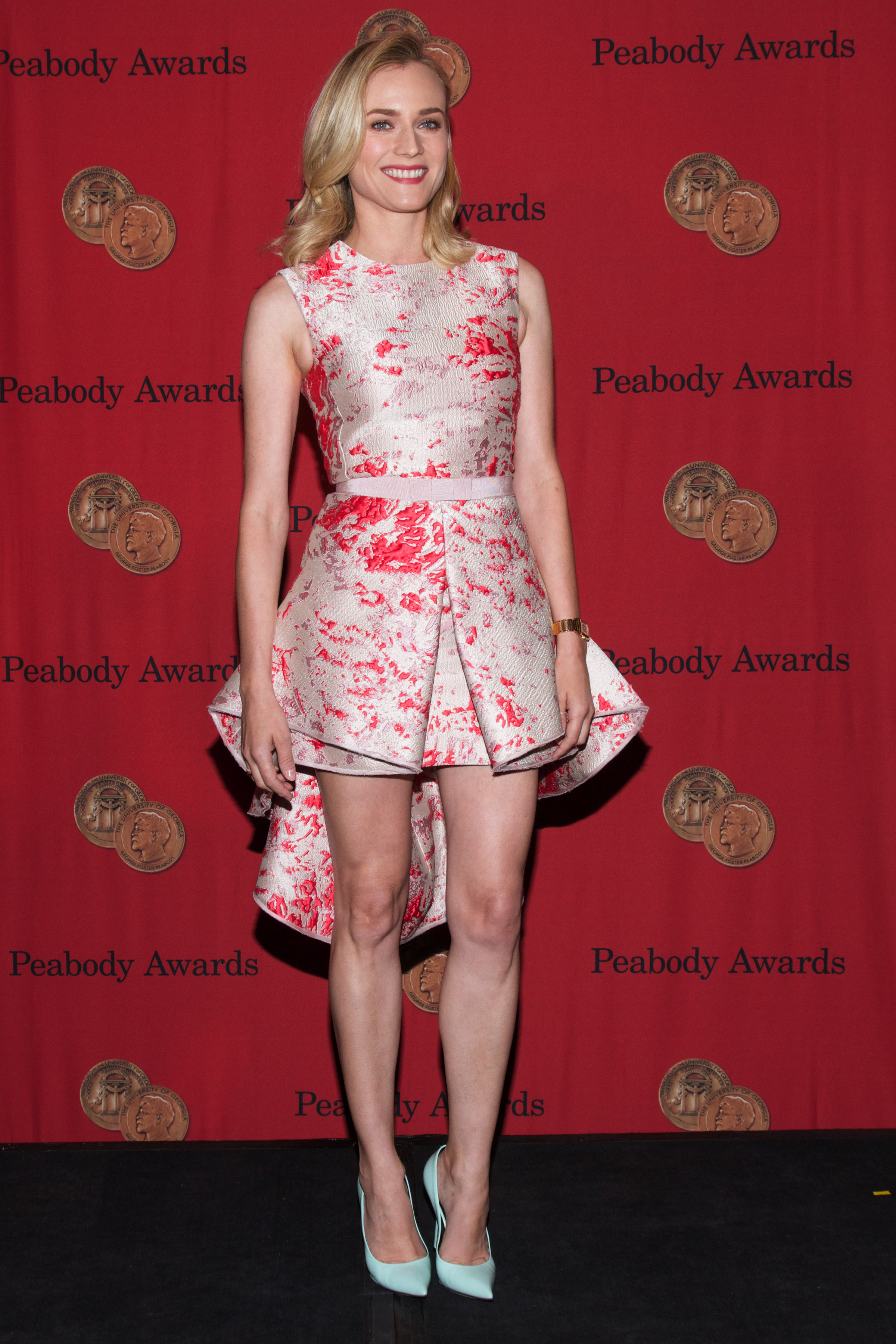
ピーボディ賞 (2014年)
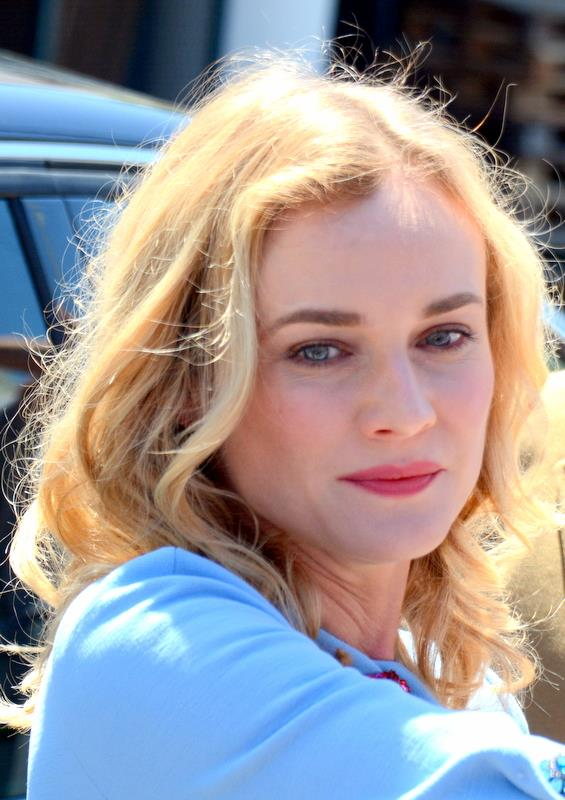
カンヌ国際映画祭 (2015年)
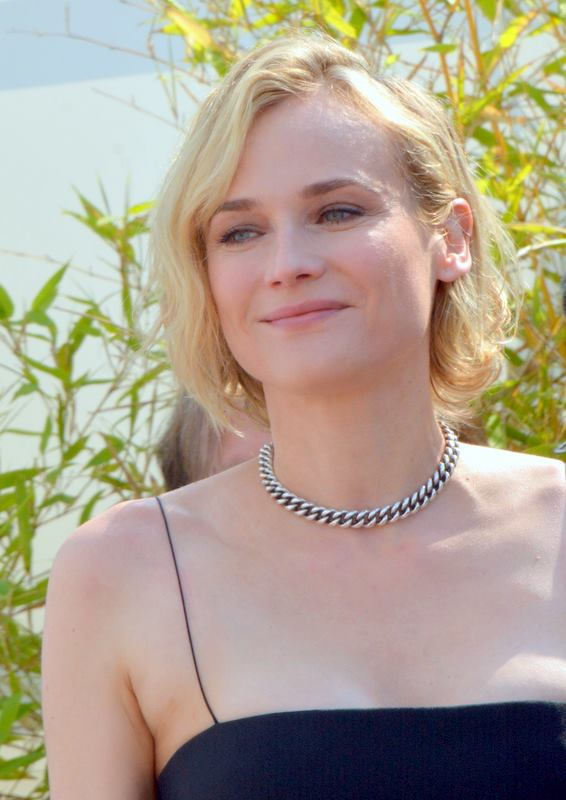
カンヌ国際映画祭 (2017年)

## 主な出演作品
| 公開年 | 日本語題 原題                                                                    | 役名                                 | 備考                          | 吹き替え                                    |
| ------ | -------------------------------------------------------------------------------- | ------------------------------------ | ----------------------------- | ------------------------------------------- |
| 2001   | Point de lendemain                                                               |                                      | 短編映画                      |                                             |
| 2002   | Duelles                                                                          | サビーヌ                             | テレビシリーズ                |                                             |
| 2002   | ザ・ターゲット The Piano Player                                                  | エリカ                               | 日本劇場未公開                |                                             |
| 2002   | スナッチ・アウェイ Ni pour ni contre (bien au contraire)                         | コールガール役                       | 日本劇場未公開（DVDリリース） |                                             |
| 2002   | 僕のアイドル Mon Idole                                                           | クララ・ブルスタル                   | 日本劇場未公開（映画祭上映）  |                                             |
| 2003   | ミシェル・ヴァイヨン Michel Vaillant                                             | ジュリー・ウッド                     |                               | 湯屋敦子                                    |
| 2004   | トロイ Troy                                                                      | ヘレン                               |                               | 田中敦子（ソフト版） 岡寛恵（テレビ朝日版） |
| 2004   | ホワイトライズ Wicker Park                                                       | リサ                                 |                               | 甲斐田裕子                                  |
| 2004   | ナルコ Narco                                                                     |                                      |                               |                                             |
| 2004   | ナショナル・トレジャー National Treasure                                         | アビゲイル・チェイス                 |                               | 湯屋敦子                                    |
| 2005   | 戦場のアリア Joyeux Noël                                                         | アナ・ソレンセン                     |                               |                                             |
| 2005   | フランキー Frankie                                                               | フランキー                           | 日本劇場未公開（映画祭上映）  |                                             |
| 2006   | Les Brigades du Tigre                                                            | コンスタンス・ラデッキー             | 日本未公開                    |                                             |
| 2006   | 敬愛なるベートーヴェン Copying Beethoven                                         | アンナ・ホルツ                       |                               | 岡寛恵                                      |
| 2007   | マンデラの名もなき看守 Goodbye Bafana                                            | グロリア・グレゴリー                 |                               | 佐古真弓                                    |
| 2007   | 忘却の彼方 L'Âge des ténèbres                                                    | ヴェロニカ・スター                   | 日本劇場未公開（映画祭上映）  |                                             |
| 2007   | ハンティング・パーティ The Hunting Party                                         | マルヤナ                             |                               | 湯屋敦子                                    |
| 2007   | ナショナル・トレジャー リンカーン暗殺者の日記 National Treasure: Book of Secrets | アビゲイル・チェイス                 |                               | 湯屋敦子                                    |
| 2008   | すべて彼女のために Pour elle                                                     | リサ                                 |                               | （吹き替え版なし）                          |
| 2009   | ミスター・ノーバディ Mr. Nobody                                                  | アンナ                               |                               | （吹き替え版なし）                          |
| 2009   | イングロリアス・バスターズ Inglourious Basterds                                  | ブリジット・フォン・ハマーシュマルク |                               | 田中敦子                                    |
| 2010   | 7デイズ Inhale                                                                   | ダイアン・スタントン                 |                               |                                             |
| 2011   | アンノウン Unknown                                                               | ジーナ                               |                               | 岡寛恵                                      |
| 2011   | スペシャル・フォース Forces spéciales                                            | エルサ                               |                               | 岡寛恵                                      |
| 2012   | マリー・アントワネットに別れをつげて Les Adieux à la reine                       | マリー・アントワネット               |                               | 林真里花                                    |
| 2012   | バツイチは恋の始まり Un plan parfait                                             | イザベル                             |                               |                                             |
| 2013   | ザ・ホスト 美しき侵略者 The Host                                                 | シーカー                             |                               | 葛城七穂                                    |
| 2015   | パパが遺した物語 Fathers and Daughters                                           | エリザベス                           |                               | 入江純                                      |
| 2015   | ラスト・ボディガード Disorder                                                    | ジェシー                             | 日本劇場未公開（DVDリリース） |                                             |
| 2016   | 潜入者 The Infiltrator                                                           | キャシー・アーツ                     |                               | 有賀由樹子                                  |
| 2017   | 女は二度決断する Aus dem Nichts                                                  | カティヤ                             |                               | （吹き替え版なし）                          |
| 2017   | 女神よ、銃を撃て Tout nous sépare                                                | ジュリア・ケラー                     | 日本劇場未公開（DVDリリース） |                                             |
| 2018   | ふたりのJ・T・リロイ ベストセラー作家の裏の裏 JT LeRoy                           | エヴァ                               |                               |                                             |
| 2018   | マーウェン Welcome to Marwen                                                     | デジャ・ソリス                       |                               | 佐古真弓                                    |
| 2019   | ザ・オペラティブ THE OPERATIVE                                                   | レイチェル                           |                               |                                             |
| 2022   | 355 The 355                                                                      | マリー                               |                               | 湯屋敦子                                    |
| 2022   | 探偵マーロウ Marlowe                                                             | クレア・キャヴェンディッシュ         |                               | 佐古真弓                                    |

### テレビシリーズ
| 放映年    | 邦題 原題                         | 役名           | 備考        | 吹き替え |
| --------- | --------------------------------- | -------------- | ----------- | -------- |
| 2013-2014 | ブリッジ〜国境に潜む闇 The Bridge | ソニア・クロス | 2エピソード | 湯屋敦子 |